# Cephalophyllum caespitosum
Cephalophyllum caespitosum là một loài thực vật có hoa trong họ Phiên hạnh. Loài này được H.Hartmann mô tả khoa học đầu tiên năm 1981.